# Molophilus (Austromolophilus) tersus
Molophilus (Austromolophilus) tersus is een tweevleugelige uit de familie steltmuggen (Limoniidae). De soort komt voor in het Australaziatisch gebied.